# Théâtre de marionnettes Puck
Le Théâtre de marionnettes Puck est un théâtre de marionnettes roumain situé à Cluj-Napoca[réf. nécessaire].

## Histoire
Il comporte une section roumaine et une hongroise et fut fondé par Edit Fischer, Károly Fuhrman et Ileana Hodiş et appelé Teatrul de păpuşi Puck depuis 1990. Une grande partie de l’activité du théâtre de marionnettes de Cluj-Napoca reste liée à la metteuse en scène Ildikó Kovács (eo).
Mona Chirilăfut directrice artistique du Théâtre de Marionnettes Puck jusqu’avril 2013 quand Emilian Petrean reprit cette fonction. Le théâtre organise, chaque année, en octobre, un festival international de marionnettes.